# Đám mây sao Nhân Mã
Đám mây sao Nhân Mã (còn gọi là Delle Caustiche, Messier 24, IC 4715) là đám mây sao trong chòm sao Nhân Mã, có đường kính xấp xỉ 600 năm ánh sáng, do Charles Messier phát hiện vào năm 1764.
Các sao, cụm sao và các thiên thể trong M24 là một phần của nhánh Nhân Mã hay nhánh Nhân Mã-Thuyền Để trong Ngân Hà. Messier đã miêu tả M24 như "một tinh vân lớn chứa nhiều sao" và ông ước lượng kích cỡ của nó khoảng 1,5° rộng. Một số nguồn, không chính thức coi M24 là cụm sao mở mờ NGC 6603.
M24 chiếm một khoảng thể tích không gian khoảng 10.000 đến 16.000 năm ánh sáng. Đây là một trong những vùng tập trung sao đậm đặc mà khi nhìn qua một ống nhóm nó hiện lên như là một ngôi sao đơn lẻ, với khoảng 1000 sao trong trường nhìn.